# Dargobądz
Dargobądz [darˈɡɔbɔnt͡s] (Dargebanz của Đức) là một ngôi làng thuộc quận hành chính của Gmina Wolin, thuộc hạt Kamień, West Pomeranian Voivodeship, ở phía tây bắc Ba Lan. Nó nằm khoảng 7 kilômét (4 mi) phía tây bắc của Wolin, 20 km (12 mi) phía tây nam Kamie Kam Pomorski và 51 km (32 mi) phía bắc thủ đô khu vực Szczecin.
Làng có dân số 380 người.